# Sapienti consilio
Sapienti consilio (с лат. — «Мудрый совет») — апостольская конституция Римско-католической Церкви, изданная папой римским Пием X 29 июня 1908 года с целью реформирования Римской курии.

## Историческая основа
Sapienti consilio была третьей реформой Римской курии в истории Римско-католической Церкви. Римская курия задумывалась на протяжении веков, как помощь римскому понтифику в управлении Римско-католической Церковью. Первая крупная реформа была проведена Папой Григорием VII в середине XI века, которая заложила основы того, что было правительством церкви и Папской области на протяжении многих веков. В XVI веке это была реформа Папы Сикста V его апостольской конституцией «Immensa Aeterni Dei», которая обновила Римскую курию в современном ключе и которая в значительной степени дошла до наших дней.

## Содержание
С изменяющимися политическими условиями Папского государства, с сокращением штатов в XIX веке, Sapienti consilio рационализировала полномочия отдельных органов Римской курии, упразднив органы, не являющиеся непосредственно церковными, и реорганизовав девятнадцать дикастерий, на которые Курия была разделена по следующим категориям: одиннадцать конгрегаций, три суда и пять ведомств.
Реформа Папы Пия X привнесла новый дух в Римскую курию, в частности из-за того факта, что оно служило верховному пастырю Церкви, а не одному главе государства. Это было первым шагом для последующих реформ Папы Павла VI в 1967 году с апостольской конституцией Regimini Ecclesiae universae и Папы Иоанна Павла II в 1988 году с апостольской конституцией Pastor Bonus.
В результате реорганизации Восточные Церкви оказались недовольными, поскольку Папа собрал все полномочия, касающиеся этих общин, в компетенции Священной Конгрегации Пропаганды Веры. С этой целью Папа Бенедикт XV в 1917 году согласно motu proprio Dei Providentis от 1 мая 1917 года внял их просьбам, забрав эти полномочия у Священной Конгрегации Пропаганды Веры, чтобы доверить их новому органу — Священной Конгрегацияи по делам Восточных Церквей.

## Структура Римской курии
С реформой Курия была разделена на три типа дикастерий: конгрегации, суды и ведомства.

### Конгрегации
- Верховная Священная конгрегация Священной канцелярии;
- Священная Консисторская конгрегация;
- Священная конгрегация дисциплины таинств;
- Священная конгрегация собора;
- Священная конгрегация по делам монашествующих;
- Священная конгрегация Пропаганды Веры;
- Священная конгрегация Индекса;
- Священная конгрегация обрядов;
- Священная конгрегация церемониала;
- Священная конгрегация чрезвычайных церковных дел;
- Священная конгрегация образования.

### Суды
- Апостольская пенитенциария;
- Трибунал Священной Римской Роты;
- Верховный трибунал апостольской сигнатуры.

### Ведомства
- Апостольская канцелярия;
- Апостольская Датария;
- Апостольская Палата;
- Секретариат бреве князьям и латинских писем;
- Государственный секретариат Святого Престола.